# 해남읍
해남읍(海南邑)은 대한민국 전라남도 해남군의 군청 소재지이다.

## 개요
면적은 65.2 km2이고, 화원반도의 기부 금강산의 남쪽에 위치하고 있는데, 영매산, 만대산이 금강산과 함께 북쪽을 가로막고 있다. 만대산은 동쪽에서 남으로 굽어 뻗고, 중간에 우술치라는 고개를 만들어 동서로 통하는 유일한 통로로 되어 있다. 서쪽에는 남곽산이 있어 결국 사방 6km되는 평야의 북변에 위치하는 셈이다. 인접한 각 군과 각 섬으로 통하는 도로가 집중되어 있어 교통이 편리하다. 그리하여 정기시가 열리며 농수산물의 생산량이 많다.

## 법정리
- 고도리(古道里)
- 구교리(舊校里)
- 남동리(南洞里)
- 남외리(南外里)
- 남천리(南川里)
- 내사리(內四里)
- 백야리(白也里)
- 복평리(伏坪里)
- 부호리(夫湖里) - 지적공부상으로는 내사리의 일부.
- 성내리(城內里)
- 수성리(壽星里)
- 신안리(新安里)
- 안동리(安洞里)
- 연동리(蓮洞里)
- 용정리(龍井里)
- 읍내리(邑內里)
- 평동리(坪洞里)
- 해리(海里)

## 주거
| 단지명             | 건설사             | 시행사             | 주소              | 주소   | 입주        | 비고 |
| ------------------ | ------------------ | ------------------ | ----------------- | ------ | ----------- | ---- |
| 해남구교 주공1단지 | 건화건설㈜         | 대한주택공사       |                   | 구교리 | 1996년 8월  |      |
| 해남구교 주공2단지 | (합)중흥주택       | 대한주택공사       | 해남읍 구교3길 26 | 구교리 | 1999년 12월 |      |
| 해남 공간          | ㈜연화산업개발     | ㈜연화산업개발     | 해남읍 구교2길 42 | 구교리 | 2000년 9월  |      |
| 하늘연가           | ㈜동광에이치티에스 | ㈜동광에이치티에스 | 해남읍 구교3길 37 | 구교리 | 2005년 12월 |      |